# Sân bay Nyurba
Sân bay Nyurba (IATA: NYR, ICAO: UENN) là một sân bay ở Nyurba, Cộng hòa Sakha, Nga.

## Hãng hàng không và điểm đến
| Hãng hàng không | Các điểm đến |
| --------------- | ------------ |
| Polar Airlines  | Yakutsk      |

## Thống kê
Nguồn: